# Pi Veriss
Pi Veriss (ook Vèriss, pseudoniem van Piet Visser, 2 oktober 1916 – 11 november 1998) was een Nederlands tekstschrijver en componist. Hij is vooral bekend als schrijver van het lied Geef mij maar Amsterdam (1955), dat wel het Mokums volkslied wordt genoemd.
Veriss was vaste componist/tekstschrijver van Johnny Jordaan, en schreef daarnaast ook de teksten van De Selvera's-hits als De kleine postiljon, Bloedrode kralen en Dat torentje van Pisa.
Samen met Ad van de Gein van het Cocktail Trio schreef hij Op het goudgele strand (van Ameland) (1958) voor Rijk de Gooyer en John Kraaijkamp sr., een van de grootste successen van Johnny en Rijk in de begindagen van dit populaire duo. Het nummer werd opgenomen in zijn zolderstudio boven zijn woning in de Amsterdamse Wijttenbachstraat 61. Grote hits als Janus, pak me nog een keer van Paula Dennis, 'n Glaasje madera, m' dear? van Ted de Braak en Het spel kaarten (1965) van Cowboy Gerard de Vries werden hier opgenomen.
Zijn naam werd als eerste genoemd ("Uncle Pi") bij de credits op het album Holland (1973) van The Beach Boys, dat in zijn studio in Baambrugge werd opgenomen. De Amsterdamse lokale omroep MokumTV interviewde Veriss meerdere malen, onder andere over zijn Gouden Jaren met Johnny Jordaan. Hij werd in 1986 onderscheiden met de Gouden Harp.
- International Standard Name Identifier: 0000 0000 3841 3776
- Library of Congress Control Number: n2008076680
- MusicBrainz: f7b373ce-a3e2-4a97-874f-3f0304a8013c
- Nederlandse Thesaurus van Auteursnamen: 201960168
- Virtual International Authority File: 43779521
- WorldCat: E39PBJjT39qyDwPxQwTKrrCJDq